# Pasquale Raschi
Pasquale Raschi (19 ottobre 1946) è un ex tiratore a segno sammarinese.

## Biografia
Nato nel 1946, è zio di Alessandra Perilli, tiratrice a volo sammarinese, prima medagliata olimpica di sempre per San Marino, con l'argento nel trap a squadre e il bronzo in quello individuale a Tokyo 2020.
A 29 anni ha partecipato ai Giochi olimpici di Montréal 1976, nella gara di fucile 50 metri 3 posizioni, chiudendo al 57º posto con 1001 punti.
Quattro anni dopo ha preso di nuovo parte alle Olimpiadi, quelle di Mosca 1980, sempre nel fucile 50 metri 3 posizioni, terminando 37º con il punteggio di 1081.
A 37 anni ha partecipato ai suoi terzi Giochi, Los Angeles 1984, in due gare: fucile 10 metri aria compressa e fucile 50 metri tre posizioni, arrivando rispettivamente 51º con 543 punti e 49º con 1074.